# Бурк, Шон
Шон Бурк (англ. Sean Burke; род. 29 января 1967, Уинсор, Онтарио, Канада) — профессиональный канадский хоккеист, вратарь. Рекордсмен по количеству проведенных матчей за сборную Канады (156).

## Карьера

### Игровая карьера
Шон Бурк начал игровую карьеру в «Торонто Марльборос», игравшим в ОХЛ. На драфте НХЛ 1985 года Бурк выл выбран «Нью-Джерси Девилз» во втором раунде под 24 номером. Но следующий год Бурк провёл, играя за «Марльборос».
За сборную Бурк дебютировал в 1986 году на Молодёжном Чемпионате Мира по хоккею в Гамильтоне. Дебют для Бурка прошёл успешно, Сборная Канады заняла 2 место. В 1988 году Бурк был вызван в сборную для участия в Олимпийских играх 1988. Но на олимпиаде Канаду постигла неудача. Проиграв сборной СССР с разгромным счетом 0:5, Канадцы заняли лишь четвёртое место.
После олимпиады, Бурк продолжил играть за «Девилз». В сезоне 1987/88 Бурк сыграл 11 матчей. Бурк сыграл в матче против «Чикаго Блэкхокс», благодаря победе в котором клуб из Нью-Джерси вышел в плей-офф. Затем в играх на вылет, «Девилз» дошли до четвертьфинала, где проиграли в 7 матчах «Бостон Брюинз». После окончания сезона, Бурк заявил, что в сезоне 1987/88 он сыграл всего лишь 11 матчей, и что поэтому дебютным для него будет следующий сезон.
В «Нью-Джерси Девилз» Бурк играл вплоть до 1991 года. В 1992 году Бурк был продан в «Хартфорд Уэйлерс». После переезда команды и переименования её в «Каролину Харрикейнз», Бурк остался в клубе и играл в нём до 1998 года. Затем голкипер недолго играл в «Ванкувер Кэнакс», «Филадельфия Флайерз», «Флорида Пантерз».
В 1999 году Бурк заключил контракт с «Финикс Койотс», где играл следующие пять сезонов. Играя за Финикс, Бурк номинировался на Везина Трофи и стал третьим в номинации на Харт Трофи в сезоне 2001/2002. После ухода из Финикса, Бурк сыграл по одному сезону в «Филадельфия Флайерз» и «Лос-Анджелес Кингз». В 2007 году Бурк официально завершил игровую карьеру.

### Тренерская карьера
Работал тренером вратарей в «Финикс Койотис» (2008—2016) и «Монреаль Канадиенс» (2016—2022), а с 2022 года тренер вратарей «Вегас Голден Найтс», который в 2023 году выиграл первый в истории клуба Кубок Стэнли.